# Mister Fantasy
Mister Fantasy - Musica da vedere è stata una trasmissione televisiva andata in onda su Rai 1 (dal 1981 al 1983 sulla Rete 1) in quattro edizioni, dal 12 maggio 1981 al 17 luglio 1984. Sorta di rotocalco televisivo dedicato alla musica rock, è stata la prima trasmissione italiana riservata interamente ai videoclip musicali. Fu ideata da Paolo Giaccio e condotta da Carlo Massarini con la partecipazione di Mario Luzzatto Fegiz.
Oltre a trasmettere in anteprima video musicali provenienti dall'estero, il programma produsse i videoclip di numerosi artisti italiani.
A maggio 2021, sei puntate della prima edizione ed uno speciale Franco Battiato sono state pubblicate sulla piattaforma RaiPlay.

## Il programma
Nei primi anni ottanta iniziavano a circolare in Italia video musicali per la promozione discografica di artisti stranieri, ma a parte alcuni utilizzi all'interno di trasmissioni dedicate ai giovani non esisteva nessuno spazio nella TV italiana espressamente dedicato a tali prodotti; trasmissioni di varietà come Domenica in prevedevano esclusivamente la presenza dell'artista in studio.

Paolo Giaccio ricorda che: 
(in Domenico Liggeri, Musica per i nostri occhi. Storie e segreti dei videoclip, Bompiani, 2007, p. 360)
Il programma utilizzava uno studio interamente bianco con schermi che rimandavano immagini dei video musicali; anche il conduttore, Carlo Massarini, vestiva interamente di bianco. L'innovativa grafica del programma fu affidata a Mario Convertino. Ogni puntata, della durata di cinquanta minuti, era messa in onda il martedì sera attorno alle 23.
Il titolo del programma fu preso dal brano musicale Dear Mr. Fantasy (1967) contenuto nell'album di esordio del gruppo rock britannico Traffic, uno dei gruppi preferiti di Carlo Massarini.

## Videoclip prodotti daMister Fantasy

### Edizione 1981
- Eugenio Finardi: Mayday, diretto da Cesare Gigli
- Teresa De Sio: Sulla terra sulla luna, diretto da Marcello Avallone
- Ivan Cattaneo: Il geghegé, regia di Emilio Uberti
- Franco Battiato: Up patriots to arms, regia di Emilio Uberti
- Gianna Nannini: Vieni ragazzo, regia di Marcello Avallone
- Gianfranco Manfredi: Case e Il mago, regia di Giandomenico Curi e Gianfranco Giagni
- Donatella Rettore: Clamoroso, regia di Marcello Avallone
- Ivano Fossati: Panama, regia di Cesare Gigli
- Mimmo Cavallo: Uh, mammà, regia di Emilio Uberti
- Giorgio Zito: Avanti un altro, regia di Piccio Raffanini e Riccardo Cattani
- Ron: Due ragazzi, regia di Marcello Avallone
- Beppe Starnazza e i Vortici: Maramao, regia di Emilio Uberti
- Alberto Camerini: Rock 'n roll robot, regia di Giorgio Basile
- Claudio Rocchi: Capire chi siamo, regia di Marina Colonna
- Alberto Fortis: Settembre, regia di Giandomenico Curi e Gianfranco Giagni
- Massimo Bubola: Encantado signorina, regia di Piccio Raffanini
- Pierangelo Bertoli: Caccia alla volpe, regia di Emilio Uberti
- Sergio Caputo: Meglio così e Hey tu, regia di Dante Majorana
- Roberta D'Angelo: Cinecittà, regia di Velio Baldassarre
- Eugenio Bennato: Vento del sud, regia di Eugenio Bennato
- Roberto Ciotti: Hound dog, regia di Emilio Uberti
- Enzo Carella: Mare, regia di Michelangelo Giuliani
- Garbo: A Berlino... va bene, regia di Piccio Raffanini
- Christian, Kaos Rock, Jo Squillo, DePress, Style Sindrome: Le ombre dell'oscurità - Daniela - Skizzo skizzo - Sun, Joy, Cry, regia di Giandomenico Curi e Gianfranco Giagni

### Edizione 1982
- Enrico Ruggeri: C'era solo musica, regia di Piccio Raffanini
- Stefano Rosso: Vado, prendo l'America e poi torno, regia di Mimma Nocelli
- Banco del Mutuo Soccorso: Baciami Alfredo, regia di Pino Leoni
- Luca Barbarossa: Vita di provincia, regia di Piccio Raffanini
- Premiata Forneria Marconi: Chi ha paura della notte?, regia di Marcello Avallone
- Gruppo Italiano: La televisione, regia di Emilio Uberti
- Mario Castelnuovo: Paese, regia di Michelangelo Giuliani
- Bernardo Lanzetti: Amore all'ora x, regia di Piccio Raffanini
- Krisma: Miami, Water e Samora Club, regia di Edo Bertoglio, Piccio Raffanini, Mario Convertino, Sergio Attardo
- Tempi Duri: Tempi duri, regia di Giandomenico Curi e Gianfranco Giagni
- Dadaumpa: Sexy video e Superstar del porno, regia di Piccio Raffanini
- Enzo Avitabile: Dolce sweet "M", regia di Giandomenico Curi e Gianfranco Giagni
- Edoardo Bennato: Nisida, regia di Emilio Uberti
- Toni Esposito: Limbo rock, Pagaia, Jesce sole e Giorno e notte regia di Emilio Uberti e Massimo Mazzanti
- Fabio Concato: Severamente vietato e Domenica bestiale, regia di Gianfranco Giagni
- Flavio Giurato: Amore amore, regia di Giandomenico Curi
- Mimmo Cavallo: L'unità e Stancami musica, regia di Giandomenico Curi

### Edizione 1983
- Alan Sorrenti: Angeli di strada, regia di Michel Pergolani
- Francesco De Gregori, Titanic, regia di Francesco De Gregori
- Alberto Fortis: Ti dirò, regia di Gianfranco Giagni
- Scialpi: Rocking rolling, regia di Piccio Raffanini
- Sergio Caputo: Night e Un sabato italiano, regia di Dante Majorana e Enrica Fico
- Vasco Rossi: Vita spericolata, regia di Gianfranco Giagni
- Garbo: Generazione, regia di Giandomenico Curi
- Alberto Radius: Lombardia, regia di Michelangelo Giuliani
- Claudio Lolli: Notte americana, regia di Pino Leoni
- Angelo Branduardi: La giostra, regia di Emilio Uberti
- Matia Bazar: Il video sono io, regia di Piccio Raffanini
- Franco Battiato: Voglio vederti danzare, regia di Luca Volpatti
- Edoardo Bennato: È arrivato un bastimento, regia di Emilio Uberti
- Nino Buonocore: Notte chiara, regia di Piccio Raffanini
- Scialpi: L'io e l'es, regia di Piccio Raffanini
- Ron: Per questa notte che cade giù, regia di Gianfranco Giagni
- Ron: Sogno, regia di Mimma Nocelli
- Adriano Pappalardo: Oh! Era ora, regia di Giandomenico Curi

### Edizione 1984
- Enzo Avitabile: Il mio amico Charlie e Mi sveglierò, regia di Alessandro Di Robilant
- New Trolls: Là nella casa dell'angelo
- Loredana Bertè: Il mare d'inverno, regia di Gianfranco Giagni
- Tullio De Piscopo: Stop bajon, regia di Mimma Nocelli
- Krisma: I'm not in love, regia di Giancarlo Bocchi
- Garbo: Radioclima, regia di Piccio Raffanini
- Gruppo Italiano: Sotto le conchiglie, regia di Alessandro Di Robilant
- Gianna Nannini: Ballami, regia di Enrica Fico
- Matia Bazar: Aristocratica, regia di Occhio Magino e Metamorfosi
- Amanda Lear: Assassino, regia di Mauro Bolognini
- Pino D'Angiò: Una notte maledetta, regia di Giandomenico Curi
- Flavio Giurato: Marco e Monica, regia di Flavio Giurato e Michelangelo Giuliani
- Franco Battiato e Alice: I treni di Tozeur, regia di Renzo Martinelli
- Umberto Tozzi: Hurrah, regia di Renzo Martinelli
- Premiata Forneria Marconi: Capitani coraggiosi, regia di Marcello Avallone
- Ciao Fellini: Rita, regia di Ambrogio Lo Giudice
- Luca Carboni: Ci stiamo sbagliando, regia di Ambrogio Lo Giudice
- Bruno Lauzi: Sfere, regia di Franco Scepi
- Riccardo Fogli: Torna a sorridere, regia di Piccio Raffanini
- Ron: Voglio andare via, regia di Giandomenico Curi
- Ivan Graziani: Io che c'entro, regia di Gianfranco Giagni

## Mister Fantasy: Reload & Rewind
Nel 2010 è stata realizzata una nuova versione del programma in sei puntate, dal titolo Mister Fantasy: Reload & Rewind, condotto da Carlo Massarini e Mario Luzzatto Fegiz. Il programma, ideato da Massarini, Paolo Giaccio e Stefano Pistolini, è stato trasmesso da Rai Sat Extra.

## Nella cultura di massa
La trasmissione figura spesso in entrambe le  serie tv Vincenzo Malinconico, avvocato d'insuccesso ove il protagonista è "ispirato" da Mister Fantasy (interpretato sempre da Carlo Massarini) in qualità di amico immaginario, che gli compare fisicamente per dargli consigli di vita.